# 寒夜青灯
《寒夜青灯》（英語：The Blue Lamp in Winter Night or Blue Lamp in a Winter Night）是一部1975年的臺灣古裝鬼怪片，导演姚凤磐，主演秦梦、乔宏、勾峰、张魁、安平。《秋燈夜雨》大賣後，導演乘勝追擊拍攝了同樣取材自《聊齋志異》的《藍橋月冷》和本片。這些片在臺灣保存不善，幾近失傳。倒是香港TVB曾購入播映權，於近幾年在翡翠台重播。2004年國民戲院「鬼魅影展」也曾放映過本片。

## 剧情
该片讲述清朝小说家蒲松龄《聊斋志异》中《聂小倩》的故事。相較李翰祥的《倩女幽魂》，該片於傳統中國故事中加入西洋電影元素，結局更帶有一點好萊塢電影《綠野仙蹤》的影子。

## 演員表
- 秦梦 飾 聂小倩
- 乔宏 飾 宁采臣
- 勾峰
- 张魁
- 安平